# Paul-Louis Thirard
Pour les articles homonymes, voir Thirard.
Paul-Louis Thirard, né le 30 octobre 1932 à Lyon et mort le 24 juin 2018 à Clichy,, est un journaliste et un critique de cinéma français. 
Il est également un militant engagé dans la lutte anticolonialiste et dans les combats de l'extrême gauche.

## Biographie
Collaborateur de Positif à partir de 1955 et membre du comité de rédaction de la revue, il a également publié des articles dans Cinéma, Midi-Minuit Fantastique, Présence du cinéma, ainsi que dans Les Lettres françaises.
Dans ses articles mais aussi au Ciné-club Action à Paris, il fait connaître les documentaires militants de Chris Marker notamment, de même que les films qui critiquaient la guerre menée par la France en Algérie de 1954 à 1962.
Membre du Réseau Jeanson, il a été, en 1960, l'un des signataires du Manifeste des 121.
Il milite au PSU puis rejoint le groupe La Voie communiste composé de dissidents du Parti communiste et de trotskystes. En 1975, avec Denis Berger et 8 autres militants de La Voie communiste, il rend publique son adhésion à la Ligue communiste révolutionnaire (LCR). De l’automne 1975 jusqu’aux derniers mois de l’année 2017, il rédige pour Rouge (le journal de la LCR) et aux titres qui lui succédèrent (Tout est à nous puis L’Anticapitaliste) de nombreuses critiques de films.

## Publications
- Michelangelo Antonioni, Lyon, SERDOC, 1960
- Antonioni (avec Roger Tailleur), Éditions Universitaires, 1963
- Luchino Visconti, cinéaste (avec Alain Sanzio), Persona, 1984